# Virgen en la Gloria con serafines (Botticelli)
Virgen en la Gloria con serafines es una pintura al temple sobre tabla del pintor renacentista italiano Sandro Botticelli, realizada c. 1469–1470. Se exhibe en la Galería de los Uffizi.

## Historia
No se conoce la ubicación original del cuadro, pero fue registrado en los inventarios de los Uffizi de 1784 y 1825 como obra de arte anónima.
El historiador del arte Wilhelm von Bode fue el primero que lo atribuyó a Botticelli y lo fechó en la primera fase de su carrera, influida por Verrocchio, c. 1469–1470
 justo antes de la Fortaleza. Estudios posteriores confirmaron la hipótesis de von Bode, con la excepción de Adolfo Venturi, quien la consideró proveniente de la escuela de Filippo Lippi.

## Descripción y estilo
En actitud pensativa, la Virgen María sostiene al Niño Jesús sobre sus rodillas. Está sentada entronizada sobre nubes, rodeada por una gloria de serafines azules tras los que emergen rayos dorados de luz. El Niño, con su nimbo dorado cruciforme, mira al espectador y alza la diestra a modo de bendición. Botticelli ha logrado expresar con sensibilidad las tensiones de este tema: la madre, plenamente consciente de la Pasión que sufrirá su hijo, lo sostiene en sus brazos con gesto protector.
La pintura muestra un claroscuro incisivo y gráfico que refleja la influencia de Verrocchio en Botticelli, quien colaboró en su taller cuando era joven. Sin embargo, la representación del Niño es más claramente botticelliana: aparece con formas redondeadas y el aire melancólico que a menudo expresa la obra de Botticelli. La figura de María es alargada y suelta, similar a las obras de Filippo Lippi, la otra influencia del joven Botticelli. De igual manera, el rostro delicadamente redondeado de María, representado con líneas de contorno, también recuerda la obra de Lippi.
Se conservan pinturas sobre tabla similares de la Virgen con el Niño de Botticelli, de alrededor de 1470. Dos imágenes de la Virgen de cuerpo entero —la Virgen en la Gloria y la Virgen del rosal— se conservan también en los Uffizi. Al igual que la Virgen en la Gloria con serafines, representan figuras sedentes monumentales que ocupan todo el cuadro.